# Filaguria spatulata
Filaguria spatulata is een mosdiertjessoort uit de familie van de Cribrilinidae. De wetenschappelijke naam van de soort is voor het eerst geldig gepubliceerd in 1909 door Calvet.